# Raziah
Raziah (* 1205; † 1240) war eine Sultanin im indischen Sultanat von Delhi, eine der wenigen regierenden Frauen der islamischen Geschichte, Zeitgenossin der Sultanin von Ägypten Schadschar ad-Durr. 
Die Lieblingstochter und Stellvertreterin von Sultan Iltumisch kam nach dessen Tod 1236 in Delhi bzw. Lahore an die Macht, indem sie einen ihrer Brüder, Rukn ud din Firuz I. abgesetzt hatte. 
Nach außen hin trat Raziah Sultanah in Männerkleidern auf und gab unverschleiert Audienz. Sie bestellte Jallal-ud-din Yaqut als Wesir (bzw. Oberstallmeister), einen intelligenten abessinischen Sklaven, mit dem sie eine Affäre hatte. Dies und die Herrschaft einer Frau allgemein gesehen führte zu Konflikten mit dem türkischen Adel. Eine Zeit lang hatte Raziah im Machtgerangel mit abtrünnigen Statthaltern (in Lahore und Bhatinda), einer schiitischen Sekte in Delhi und unzuverlässigen Mamluken die Oberhand. Schließlich wurde sie wegen der Affäre abgesetzt und eingesperrt, und Yaqut wurde ermordet. Stattdessen setzten die Mamluken einen ihrer jüngeren Brüder, Muiz ud din Bahram (reg. 1240–42) als Sultan ein. 
Aber der Rat der Vierzig, d. h. die Mamluken-Generäle waren untereinander uneinig, so dass sie befreit wurde. Raziah Sultanah heiratete dann ihren Befreier und ehemaligen Widersacher Malik Altuniya und versuchte mit dessen Hilfe den Thron zurückzuerobern. Das Vorhaben misslang aber. Sie verlor den Kampf, musste fliehen und wurde im Schlaf während einer Rast ermordet. Raziah wurde in einem schlichten Grab in Delhi beigesetzt.